# 칼라브라 왕조
칼라브라 왕조(또한 카랍라르, 카라피라르, 칼루푸라 또는 칼바르로도 불린다)는 초기 촐라 왕국, 초기 판디아 왕국, 체라 왕조 이후인 서기 3세기와 6세기 사이에 타밀 지역 전체 또는 일부를 통치했던 왕조이다. 칼라브라의 기원과 통치에 대한 정보는 불확실하고 부족하다. 그들은 한때 촐라 왕조와 팔라바 왕조의 봉신이었을 가능성이 있다고 여겨진다. 그들의 시대는 M. S. 라마스와미 아양가르와 B. 세샤기리 라오가 쓴 1922년 책 "남인도 자이나교 연구"에서 일반적으로 "타밀 문학의 아우구스투스 시대"라고 불린다. 칼라브라 시대는 때때로 타밀 역사의 "암흑기"라고 불리며, 그 시대가 끝난 후 수세기가 지난 문헌과 비문의 모든 언급에서 일반적으로 추론된다.
역사학자 우핀더 싱은 비문에서 알 수 있듯이, 4세기에 시바스칸다바르만이 출세했다는 것은 칼라브라 왕조가 (카베리에서 가까운) 페나르강과 벨라르강 근처에는 통제권이 없었음을 보여준다고 말한다. 칼라브라 왕조는 팔라바의 심하비슈누가 카베리강까지 그의 통치를 강화하고, 그 남쪽에 카둔곤이 이끄는 판디아 왕조가 그들의 권력을 강화하면서 6세기 마지막 분기까지 확실하게 끝났다. 당시 촐라는 팔라바의 부하가 되었고, 그들은 이미 라얄라세마의 텔루구 지역을 통치하고 있었다.

## 정체성
칼라브라의 기원과 정체성은 불확실하다. 칼라브라의 기원과 통치에 대한 정보는 불확실하고 부족하다.
그들이 제안한 뿌리는 오늘날 카르나타카주의 남동부 지역, 카르카타르 공동체의 칼라팔라, 칼라르족 족장들에 이르기까지 다양하다.
한 이론은 그들이 아마도 남인도에서 권력을 잡기 위해 무명에서 벗어난 산지 부족이었을 것이라고 말한다. 콩구 역사가 폰 디판카르가 해석한 베투바 군데르 공동체의 역사 문서는 카르카타르족, 반니야르족 및 피라마라이 칼라르족이 칼라브라였음을 보여준다. 다른 이론들은 그들이 아마도 타밀어권 지역(현대 남동부 카르나타카주) 북부 출신의 카르나타족이었거나, 어원학적으로는 카르카타르 공동체의 칼라팔라르 또는 칼라르족 족장들이었을 수 있다고 말한다. 칼라브라 또는 칼람바는 칼라바(= 칼라르) 또는 카담바와 동일시되어야 한다.
쿨케와 로더문트에 따르면, 칼라브라의 "기원이나 부족 관계에 대해서는 알려진 바가 없으며", 그들의 통치는 "칼라브라 공백기"라고 불린다. 그들은 수세기 후에 쓰여진 텍스트, 특히 타밀 힌두교 학자들에게 비난받는다. 이는 칼라브라 통치자들이 힌두 사원에 대한 보조금을 중단하고 브라만들을 박해했으며, 통치 기간 동안 불교와 자이나교를 지지했을 것이라는 추론으로 이어진다. 그러나 이러한 추측에 대한 텍스트적 증거는 불분명하다. 그들의 자이나교 후원 가능성을 지지하는 것은 10세기 자이나교 문법 텍스트로, 일부 학자들은 칼라브라 왕인 아추타 비칸타의 시로 추정되는 시를 인용한다. 5세기 타밀 지역에서 비타야비니차야라는 타밀어가 아닌 불교 텍스트가 부다다타에 의해 저술되었다. 슈 히코사카에 따르면, 부다다타는 이 팔리어 텍스트에서 "촐라 지역의 푸타마리카람"을 언급한다. 칼 포터의 인도 철학 백과사전: 서기 360년에서 650년까지의 불교 철학에 따르면, 여러 학자들은 5세기 부다다타를 카베리강 근처의 촐라 왕국에 배치한다. 아루나찰람에 따르면, 이 텍스트의 팔리어 사본에는 아추타비칸테 칼람바쿨라난다네라는 이름이 포함되어 있으므로 그는 아추타비칸테가 칼라브라 왕이었을 것이라고 말한다. 그러나 팔리어로 된 가장 오래된 현존하는 비나야비니차야 사본에는 그 이름이 없고, 칼랍바가 있다. 이것은 칼라브라일 수 있다.
부다다타는 그의 매뉴얼(비나야비니차야의 니가마나가타, 3179절)에서 그의 후원자를 다음과 같이 명시한다:
| Accut' Accutavikkante Kalambakulanandane mahin samanusāsante āraddho ca samāpito. | 칼람바 가문의 자랑인 불멸의 아추타비칸테 시대에 이 작품이 완성되었다. |

그리고 다시 티카(콜로폰)는 다음과 같이 덧붙인다:
| Kalambhakulavamsa jāte Accutavikkamanāme Colarājini Colarattham samanusāsante ayam vinicchayo mayā āraddho ceva samāpito cāti | 이 비니차야 작품은 완성되었다, 칼람바 가문 출신의 촐라 왕, 아추타비카만이 대지를 통치하던 때에. |

10세기 서기 자이나교 시인이자 작품 야파룽가람과 야파룽가라카리카이의 저자인 암리타사가라 역시 아치유타 비크란타에 대한 몇 편의 시를 썼다.
후기 작품인 타밀어 나발라르 카리타이의 몇몇 구절은 때때로 아추타 비크란타를 찬양하는 것으로 여겨진다. 이 시는 사로잡혔을 때 체라, 촐라, 판디아 세 왕이 아추타 왕에게 경배하는 모습을 묘사한다.
버턴 스타인에 따르면, 칼라브라 공백기는 타밀 지역의 비옥한 평야에 대한 비농민(부족) 전사들의 강력한 권력 쟁탈 시도를 나타낼 수 있으며, 이는 인도 이교 전통(불교와 자이나교)의 지지를 받았다. 이로 인해 브라만교 종교 전통(힌두교)의 농민과 도시 엘리트들이 박해를 받았고, 그들은 칼라브라를 제거하고 권력을 되찾은 후 박해자들에게 보복했을 수 있다. 반대로, R. S. 샤르마는 반대 이론을 제시하며 "칼라브라를 국가에 대한 농민 반란의 예"로 간주한다. 비록 6세기경이지만 부족 요소와 함께 말이다. 레베카 달리에 따르면, 이 모든 이론들은 "칼라브라 통치의 사건이나 성격에 대한 증거가 심각하게 부족하다"는 사실로 인해 방해받는다. 일부는 칼라브라를 자이나교의 호전적인 분파로 간주하며, 이들이 브라만교에 반대하여 후대에 비난받게 되었다고 본다.

### 금석문에서

#### 풀랑쿠리치 비문
이용 가능한 가장 오래된 칼라브라 비문은 기원후 270년으로 거슬러 올라가는 첸단 쿠란(코트란) 왕의 풀랑쿠리치(타밀나두주) 금석문이다. 이것은 또한 타밀어에서 가장 오래된 비문 중 하나이며 길이가 15미터가 넘는다. 이 비문은 왕국의 행정 구역과 베다 희생 및 사원을 언급한다. 학자 카밀 즈벨레빌은 비문의 언어가 톨카피암 및 상감 문학 텍스트에서 사용된 것과 유사한 고전 타밀어와 거의 동일하다고 언급한다.

#### 8세기 벨비쿠디 보조금 비문
칼라브라의 존재에 대한 가장 많이 인용되고 논의되는 금석문 증거는 네둔자다이얀의 8세기 벨비쿠디 보조금 구리판 비문으로 155줄에 달한다. 이것은 칼라브라 시대가 끝난 후 적어도 200년 후에 만들어졌다. 시바에 대한 헌정으로 시작되며, 그란타 문자로 쓰인 산스크리트어 여러 줄이 이어지고, 그 다음에는 바텔루투 문자로 쓰인 타밀어가 나온다. 신화와 과장된 전설로 가득 찬 이 비문에는 칼라브라 왕과 그가 판디아 왕 카둔곤에게 비교적 빠르게 몰락한 것에 대한 몇 줄이 담겨 있다(39~40행, H. 크리슈나 사스트리 번역):

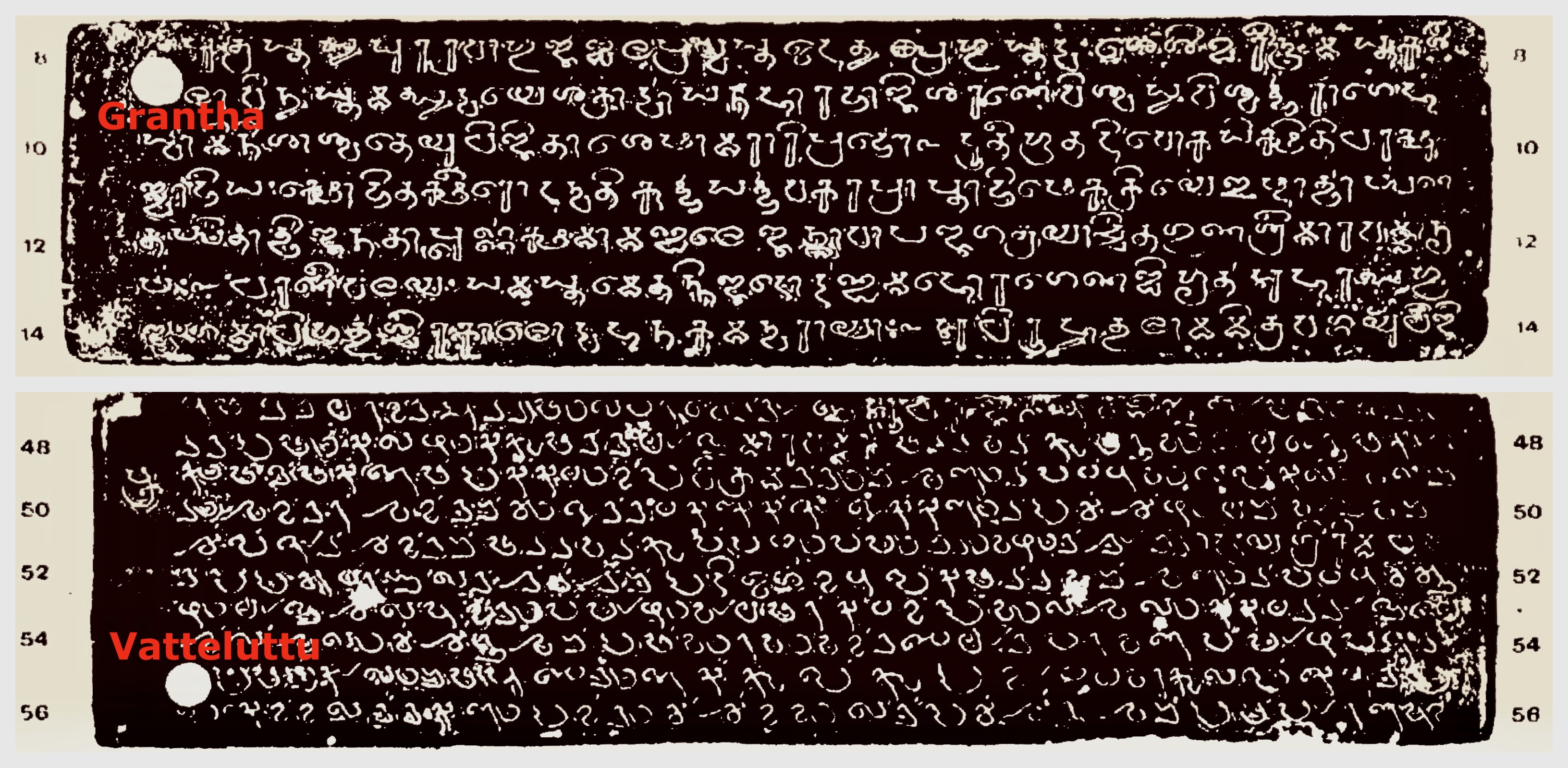
칼라브라를 언급하는 8세기 벨비쿠디 보조금.

39행: 그때 칼라브란이라는 칼리 왕이 수많은 위대한 왕(아디라자)을 몰아내고 광대한 땅을 점령하고 (위에서 언급된 벨비쿠디) 마을을 되찾았다.

40행: 그 후, 넓은 바다에서 해가 떠오르듯이, 예리한 투창을 지니고 위엄의 (망토)를 입고 군대의 지도자였던 남방의 군주 카둔곤이라는 판디아디라자가 솟아나 (왕좌를) 차지하고, (그의) 팽창하는 광선(용맹)의 찬란한 광휘를 사방에 퍼뜨리며, 바다로 둘러싸인 광대한 땅의 왕들을 (그들의) 요새와 (그들의) 명성과 함께 파괴하고, 정의의 홀을 휘두르고, (그의) 흰색 우산 아래에 있을 자격이 있는 대지의 여신의 사악한 운명을 (그의) 힘으로 제거하고, 타인의 소유를 (그의) 힘으로 종결시키고 승인된 방식으로 (그녀를) 자신의 소유로 확립하고, 그에게 복종하지 않는 왕들의 빛나는 도시를 파괴했다.
— 벨비쿠디 보조금 비문

그 후 비문은 승리한 카둔곤에 이어 판디아와 촐라 왕들의 세대를 기록하고, 마지막으로 비문이 새겨진 해(서기 770년경)에 통치했던 네둔자다이얀 왕에 이른다. 이 구리판에는 한 브라만 불평자가 칼라브라가 "비천하게 점유"하기 전에 그의 조상들에게 부여되었던 토지 보조금이 수많은 세대가 지난 지금도 반환되지 않았다고 말한 내용이 기록되어 있다(103-118행). 왕은 과거 소유권에 대한 증거를 요청했고, 증거가 제공된 후 왕은 불평자에게 보조금을 복원해 주었다. 비문은 힌두교의 비슈누파와 샤이바파 전통의 구절로 산스크리트어로 끝나고, 그 다음에는 새긴 사람의 콜로폰이 이어진다. 이 비문은 일부 학자들에 의해 정확한 역사적 기록으로 간주되어, 칼라브라가 일정 기간 존재했으며, 판디아 왕국의 일부 또는 전부를 정복했고, 브라만의 토지를 점유했으며, 판디아에게 패배했음을 확인하는 것으로 해석되었다. 일부 학자들은 칼라브라 공백기를 사실상 "신화"로 일축한다.
일부 기록에 칼라브라에 대한 언급이 지나간 것은 칼라브라의 정체성에 대한 여러 이론으로 이어졌다. T. A. 고피나트 라오는 그들을 무타라이야르족과 동일시하며, 칸치푸람의 바이쿤타 페루말 사원에 있는 비문에는 칼라바라-칼반이라는 무타라이야르가 언급되어 있다. 반면 M. 라가바 이옝가르는 칼라브라를 벨라라 칼라팔라르족과 동일시한다. 위에 언급된 벨비쿠디 판 비문을 바탕으로 R. 나라심하차랴와 V. 벤카이야는 그들을 카르나타족으로 본다. K. R. 벤카타라마 이옝가르는 칼라브라가 5세기 초 벵갈루루-치토르 지역에서 출현했을 수 있다고 주장한다.

### 화폐학
그 시대에 발굴된 동전들을 연구한 결과, 각 동전의 양면에 프라크리트어로 된 다양한 브라흐미 문자 비문과 이미지가 나타난다. 일반적으로 동전에는 호랑이, 코끼리, 말, 물고기 아이콘이 그려져 있다. 굽타에 따르면 "희귀한 표본"에서는 앉아 있는 자이나교 승려나 불교의 문수보살, 짧은 검 또는 만자문이 발견된다. 이 시대의 다른 동전들에는 타밀어나 프라크리트어로 된 비문과 함께 힌두 신들과 여신들의 이미지가 새겨져 있다. 굽타에 따르면, 동전에 프라크리트어를 사용한 것은 칼라브라의 비타밀어적 기원을 반영할 수 있다고 한다. 다른 학자들은 동전의 연대 측정과 해석, 동전의 기원, 무역의 영향, 자이나교 및 불교 도상의 희귀성에 대해 회의적이다.
중동 및 지중해 고고학 및 역사의 학자인 티모시 파워에 따르면, 동전과 문서들은 5세기까지 지중해, 중동 및 무지리스와 같은 남인도 항구 간의 지속적인 무역을 증명하지만, 6세기 중반경 지중해 문서에서는 갑자기 인도 항구에 대한 언급이 없어진다. 이 "암흑기"는 6세기에 칼라브라가 타밀라캄을 정복한 것과 관련이 있을 수 있다. 이 폭력과 무역항 폐쇄 기간은 아마도 6세기 전반기경 약 75년 동안 지속되었을 것이다.

## 종교와 문학
칼라브라의 종교적 소속은 알려져 있지 않다. 피터슨의 이론에 따르면, 칼라브라는 사라마나 종교(불교, 자이나교, 아지비카교)를 후원했다. 특히 피터슨은 칼라브라가 자이나교의 디감바라 종파를 지지했을 수 있으며, 3세기 경 타밀 지역에 잘 정착되었던 브라만교를 "아마도" 억압했다고 말한다.
부다다타가 카베리강 유역에서 비나야비니차야와 아비담마바타라 등의 매뉴얼을 저술한 것으로 보아 불교는 번성했음을 알 수 있다. 칼라브라는 부타망갈라와 초기 촐라 수도였던 카베리파티남과 같은 지역에 불교 수도원 건립을 장려했다. 비나야비니차야의 니가마나가타에서 부다다타는 카베리 강변의 부타망갈람이라는 마을에 비누다사(비슈누다사)가 지은 수도원에 머무는 동안 어떻게 이 작품을 썼는지 묘사한다. 그는 자신의 후원자를 팔리어로 칼람바 가문의 자랑인 불멸의 아추타비칸테(Accut' Accutavikkante Kalambakulanandane)라고 묘사한다.
부다다타는 수도 카베리파티남을 다음과 같이 생생하게 묘사한다:
깨끗한 물이 흐르는 강이 있는 도시의 모든 필수품을 갖춘, 순수한 가문의 남녀 무리로 북적이는 아름다운 카베리파타나에서,
모든 종류의 보석으로 가득하고,
다양한 종류의 시장을 가지고 있으며,
많은 정원으로 아름답게 꾸며진,
칸하다사가 지은 아름답고 쾌적한 비하라에서,
카일라사만큼 높은 저택으로 장식되고,
외벽에 다양한 종류의 아름다운 입구 탑을 가지고 있는,
나는 그곳의 오래된 저택에 살면서 이 작품을 썼다.
F. E. 하디에 따르면, 칼라브라의 궁정 의식은 비슈누 또는 마욘(크리슈나) 사원에 헌정되었다. 이는 그들이 시바파와 비슈누파였을 수 있다는 이론을 뒷받침한다. 그들의 비문에는 힌두 신 무루간이 포함되어 있다. 아치유타 왕은 비슈누 티루말을 숭배했다.
부다다타의 비나야비니차야 매뉴얼에 있는 간디파다반나나에 따르면, 후원 왕의 아추타라는 단어는 나라야나의 칭호와 동일한 맥락으로 사용되었다(Accutassa Nārāyanassa viya vikkantām ettassāti Accutavikkanto).
초기 타밀어 쌍둥이 서사시 실라파티카람(자이나교)과 마니메칼라이(불교)는 칼라브라의 후원 아래 저술되었다. 피터슨에 따르면, 그들의 후원 동안 자이나교 학자들은 마두라이에 아카데미를 설립하고 산스크리트어, 팔리어, 프라크리트어, 타밀어로 텍스트를 저술했다. 여기에는 육식을 비난하는 티루쿠랄(상감 문학에서 카필라르와 같은 브라만 시인들이 육식가로 묘사되는 것과 대조적으로 자이나교의 초석 중 하나)과 같은 고전, 타밀 서사시, 길고 짧은 종교 시가 포함된다. 피터슨에 따르면, 이 텍스트들 중 일부는 타밀 지역의 다양한 인도 종교들 사이의 "대화와 상호 관용의 그림을 그린다". 다른 학자들은 이것들이 자이나교 텍스트이거나, 베다, 브라만, 힌두 신과 여신들을 칭찬하는 이 텍스트들의 저자들이 자이나교인이었다는 주장에 동의하지 않는다.

## 왕조의 종말
칼라브라의 통치가 어떻게 끝났는지는 알려져 있지 않다. 그러나 수많은 증거는 팔라바 왕조의 왕 심하비슈누와 판디아 왕조의 카둔곤이 타밀 지역을 통합하고 칼라브라와 다른 세력들을 제거했음을 확인한다. 심하비슈누는 서기 575년경 크리슈나강 남쪽에서 카베리강까지 그의 왕국을 통합했다. 카베리강 남쪽에서는 판디아족이 권력을 잡았다. 촐라족은 팔라바족의 부하가 되었고, 그들은 이미 라얄라세마의 텔루구 지역을 통치하고 있었다. 수세기 동안 타밀 지역의 정치적 상황을 지배했던 칼라브라 통치는 찰루키아 왕조, 판디아 왕조, 팔라바 왕조에 의해 패배하고 끝났다. 이는 6세기 이후의 수많은 비문과 함께, 서기 640년경 인도 아대륙의 다른 지역과 함께 타밀 지역을 방문했던 불교 순례자 현장의 중국어 회고록에 의해 입증된다. 현장은 평화로운 국제적인 지역을 묘사하는데, 약 100개의 수도원에 10,000명의 승려들이 대승불교를 연구하고 있었고, 칸치푸람은 수백 개의 이단 데바(힌두교) 사원과 함께 학문적인 토론을 개최했지만 불교 기관은 없었다. 현장은 칼라브라에 대한 언급을 하지 않는다.

## 같이 보기
- 쿠트루바 나야나르
- 카란타이
- 메이칸다르